# تشيس ميلر
تشيس ميلر (بالإنجليزية: Chase Miller)‏ هو سائق سباق أمريكي، ولد في 28 يناير 1987 في كانتون في الولايات المتحدة.

## وصلات خارجية
- الموقع الرسمي
- تشيس ميلر على موقع Racing-Reference.info (الإنجليزية)